# Live in San Francisco 2008
Live in San Francisco 2008 es un álbum en vivo de la banda británica de rock progresivo Asia y fue publicado en 2008 por The Store for Music. Este disco es el primero de la colección Official Bootleg Tour 2008.
Este álbum de dos discos fue grabado en un concierto que realizó la banda en el Grand Ballroom del Regency Center, en San Francisco, California, Estados Unidos el 5 de mayo de 2008 como parte de la gira de promoción del álbum Phoenix.
Live in San Francisco 2008 fue relanzado en 2012 bajo el nombre de Under the Bridge por la misma discográfica.  A diferencia de la publicación original, Under the Bridge únicamente contiene 13 de las 21 canciones que se enlistaron en Live in San Francisco 2008 en un solo disco compacto.

## Lista de canciones

### Disco uno
| Side one |                                 |                               |          |  |
| N.º      | Título                          | Escritor(es)                  | Duración |  |
| 1.       | «Daylight»                      | John Wetton / Geoff Downes    | 4:34     |  |
| 2.       | «Never Again»                   | Wetton / Downes               | 5:29     |  |
| 3.       | «The Court of the Crimson King» | Ian McDonald / Peter Sinfield | 5:17     |  |
| 4.       | «Video Killed the Radio Star»   | Geoff Downes                  | 4:53     |  |
| 5.       | «Roundabout»                    | Jon Anderson / Steve Howe     | 8:16     |  |
| 6.       | «Fanfare for the Common Man»    | Aaron Copland                 | 9:58     |  |
| 7.       | «Clap»                          | Steve Howe                    | 6:32     |  |
| 8.       | «Voice of America»              | Wetton / Downes               | 3:48     |  |
| 9.       | «The Smile Has Left Your Eyes»  | John Wetton                   | 3:58     |  |
| 10.      | «An Extraordinary Life»         | Wetton / Downes               | 5:18     |  |
| 11.      | «The Heat Goes On / Drum Solo»  | Wetton / Downes               | 10:30    |  |

### Disco dos
| Side one |                            |                                      |          |  |
| N.º      | Título                     | Escritor(es)                         | Duración |  |
| 1.       | «Heat of the Moment»       | Wetton / Downes                      | 7:34     |  |
| 2.       | «Only Time Will Tell»      | Wetton / Downes                      | 5:05     |  |
| 3.       | «Sole Survivor»            | Wetton / Downes                      | 6:23     |  |
| 4.       | «One Step Closer»          | Wetton / Howe                        | 4:16     |  |
| 5.       | «Time Again»               | Wetton / Downes / Carl Palmer / Howe | 5:19     |  |
| 6.       | «Wildest Dreams»           | Wetton / Downes                      | 5:39     |  |
| 7.       | «Without You»              | Wetton / Downes                      | 5:37     |  |
| 8.       | «Cutting It Fine / Bolero» | Wetton / Downes / Howe               | 6:30     |  |
| 9.       | «Here Comes the Feeling»   | Wetton / Howe                        | 7:02     |  |
| 10.      | «Open Your Eyes»           | Wetton / Downes                      | 6:51     |  |

### Reedición de 2012 -Under the Bridge
| Side one |                                |                                 |          |  |
| N.º      | Título                         | Escritor(es)                    | Duración |  |
| 1.       | «Heat of the Moment»           | Wetton / Downes                 | 7:34     |  |
| 2.       | «Only Time Will Tell»          | Wetton / Downes                 | 5:05     |  |
| 3.       | «Sole Survivor»                | Wetton / Downes                 | 6:23     |  |
| 4.       | «One Step Closer»              | Wetton / Howe                   | 4:16     |  |
| 5.       | «Time Again»                   | Wetton / Downes / Palmer / Howe | 5:19     |  |
| 6.       | «Wildest Dreams»               | Wetton / Downes                 | 5:39     |  |
| 7.       | «Without You»                  | Wetton / Howe                   | 5:37     |  |
| 8.       | «Cutting It Fine / Bolero»     | Wetton / Downes / Howe          | 6:30     |  |
| 9.       | «Here Comes the Feeling»       | Wetton / Howe                   | 6:30     |  |
| 10.      | «Daylight»                     | Wetton / Downes                 | 4:34     |  |
| 11.      | «The Smile Has Left Your Eyes» | John Wetton                     | 3:58     |  |
| 12.      | «Open Your Eyes»               | Wetton / Downes                 | 6:51     |  |
| 13.      | «The Heat Goes On / Drum Solo» | Wetton / Downes                 | 10:30    |  |

## Formación
- John Wetton — voz y bajo
- Geoff Downes — teclados y coros
- Carl Palmer — batería
- Steve Howe — guitarra, mandolina y coros